# クレイ・グイダ
クレイ・グイダ（Clay Guida、1981年12月8日 - ）は、アメリカ合衆国の男性総合格闘家。イリノイ州ラウンドレイク出身。チーム・アルファメール所属。元Strikeforce世界ライト級王者。クレイ・ギーダとも表記される。
打たれ強い顎と抜群のスタミナを持ち、長髪を振り乱しながらフルラウンド動き続ける。UFCに出場するまでは大工で生計を立てており、ニックネームの「ザ・カーペンター」はこれに由来する。
総合格闘家のジェイソン・グイダは実兄。

## 来歴
ハーパー・カレッジ時代はレスリングで、ジュニアカレッジの全米王者となった。
2006年3月10日、初代Strikeforce世界ライト級王座決定戦でジョシュ・トムソンと対戦し、3-0の判定勝ちを収め王座獲得に成功した。
2006年6月9日、Strikeforce世界ライト級タイトルマッチでギルバート・メレンデスと対戦し、1-2の判定負けを喫し王座陥落した。
2006年7月21日、初参戦となった修斗で遠藤雄介と対戦し、腕ひしぎ十字固めで一本負けを喫した。

### UFC
2007年6月26日、UFC 72でタイソン・グリフィンに1-2の判定負けを喫した。ファイト・オブ・ザ・ナイトを受賞した。8月25日のUFC 74ではマーカス・アウレリオに2-1の判定勝ちを収めた。
2007年12月8日、The Ultimate Fighter: Team Hughes vs. Team Serra Finaleのメインイベントでロジャー・ウエルタと対戦し、3Rにリアネイキドチョークで一本負け。敗れはしたものの、ファイト・オブ・ザ・ナイトを受賞するなど、2007年最高と称される名勝負となった。
2009年1月31日、UFC 94でネイト・ディアスと対戦し、2-1の判定勝ち。ファイト・オブ・ザ・ナイトを受賞した。
2010年3月21日、UFC on Versus: Vera vs. Jonesでシャノン・グジャーティに肩固めで一本勝ち。サブミッション・オブ・ザ・ナイトを受賞した。
2010年8月7日、UFC 117でハファエル・ドス・アンジョスと対戦し、ドス・アンジョスが顎を負傷しタップアウト勝ちを収めた。
2011年1月1日、UFC 125で五味隆典と対戦し、2R終盤にギロチンチョークで一本勝ち。サブミッション・オブ・ザ・ナイトを受賞した。
2011年6月4日、The Ultimate Fighter 13 FinaleでWEC世界ライト級王者のアンソニー・ペティスと対戦し、グラウンドコントロールで優位に立ち3-0の判定勝ち。
2011年11月12日、UFC on FOX 1のライト級王座挑戦者決定戦でベン・ヘンダーソンと対戦し、0-3の判定負け。ファイト・オブ・ザ・ナイトを受賞した。
2012年6月22日、UFC on FX 4でグレイ・メイナードと対戦し、1-2の判定負け。試合後、ダナ・ホワイトから「これ（格闘技）はダンスではない」と言われるなど関係者からグイダの取った消極的な戦法が批評を浴びた。
2013年1月26日、フェザー級転向初戦となったUFC on FOX 6で日沖発と対戦し、2-1の判定勝ち。
2013年8月31日、UFC 164でフェザー級ランキング1位のチャド・メンデスと対戦し、3Rにパウンドでキャリア初のTKO負けを喫した。
2014年4月11日、UFC Fight Night: Nogueira vs. Nelsonでフェザー級ランキング12位の川尻達也と対戦し、3-0の判定勝ち。ファイト・オブ・ザ・ナイトを受賞した。
2014年7月26日、UFC on FOX 12でフェザー級ランキング12位のデニス・バミューデスと対戦し、リアネイキドチョークで一本負け。
2016年6月4日、UFC 199でフェザー級ランキング12位のブライアン・オルテガと対戦し、膝蹴りでKO負け。
2017年6月25日、UFC Fight Night: Chiesa vs. Leeで階級をライト級に戻しエリック・コクと対戦。マウントポジションを奪い続け3-0の判定勝ち。
2017年11月11日、UFC Fight Night: Poirier vs. Pettisでジョー・ローゾンと対戦。右アッパーでダウンを奪いパウンドでTKO勝ち。
2021年12月4日、UFC on ESPN: Font vs. Aldoでレオナルド・サントスと対戦。ボディへの前蹴りを効かされ、追撃の膝蹴りでダウンを喫しストップ寸前まで追い詰められたものの、巻き返してリアネイキドチョークで2R一本勝ち。パフォーマンス・オブ・ザ・ナイトを受賞した。

## 人物・エピソード
- 2009年に発売されたゲームソフト『UFC Undisputed 2009』に収録予定だったが、長髪がコンピューターグラフィック上で再現できなかったため収録されず、ダナ・ホワイトが1万ドルで髪型を変えるように頼むも、これを拒否した。

## 戦績
| 総合格闘技 戦績 | 総合格闘技 戦績 | 総合格闘技 戦績 | 総合格闘技 戦績 | 総合格闘技 戦績 | 総合格闘技 戦績 | 総合格闘技 戦績 |
| --------------- | --------------- | --------------- | --------------- | --------------- | --------------- | --------------- |
| 63 試合         | (T)KO           | 一本            | 判定            | その他          | 引き分け        | 無効試合        |
| 38 勝           | 7               | 14              | 16              | 1               | 0               | 0               |
| 25 敗           | 2               | 12              | 10              | 1               | 0               | 0               |

| 勝敗 | 対戦相手                     | 試合結果                         | 大会名                                                                 | 開催年月日     |
| ×    | チェイス・フーパー           | 1R 3:41 腕ひしぎ十字固め         | UFC 310: Pantoja vs. Asakura                                           | 2024年12月7日  |
| ×    | ジョアキム・シウバ           | 5分3R終了 判定0-3                | UFC on ESPN 52: Dariush vs. Tsarukyan                                  | 2023年12月2日  |
| ×    | ラファ・ガルシア             | 5分3R終了 判定0-3                | UFC on ESPN 44: Holloway vs. Allen                                     | 2023年4月15日  |
| ○    | スコット・ホルツマン         | 5分3R終了 判定2-1                | UFC on ESPN 42: Thompson vs. Holland                                   | 2022年12月3日  |
| ×    | クラウディオ・プエレス       | 1R 3:01 膝十字固め               | UFC Fight Night: Lemos vs. Andrade                                     | 2022年4月23日  |
| ○    | レオナルド・サントス         | 2R 1:21 リアネイキドチョーク     | UFC on ESPN 31: Font vs. Aldo                                          | 2021年12月4日  |
| ×    | マルク・O・マドセン          | 5分5R終了 判定1-2                | UFC on ESPN 29: Cannonier vs. Gastelum                                 | 2021年8月21日  |
| ○    | マイケル・ジョンソン         | 5分3R終了 判定3-0                | UFC Fight Night: Overeem vs. Volkov                                    | 2021年2月6日   |
| ×    | ボビー・グリーン             | 5分3R終了 判定0-3                | UFC on ESPN 11: Blaydes vs. Volkov                                     | 2020年6月20日  |
| ×    | ジム・ミラー                 | 1R 0:58 TKO（ギロチンチョーク）  | UFC on ESPN 5: Covington vs. Lawler                                    | 2019年8月3日   |
| ○    | BJ・ペン                     | 5分3R終了 判定3-0                | UFC 237: Namajunas vs. Andrade                                         | 2019年5月11日  |
| ×    | チャールズ・オリベイラ       | 1R 2:18 ギロチンチョーク         | UFC 225: Whittaker vs. Romero 2                                        | 2018年6月9日   |
| ○    | ジョー・ローゾン             | 1R 1:07 TKO（パウンド）          | UFC Fight Night: Poirier vs. Pettis                                    | 2017年11月11日 |
| ○    | エリック・コク               | 5分3R終了 判定3-0                | UFC Fight Night: Chiesa vs. Lee                                        | 2017年6月25日  |
| ×    | ブライアン・オルテガ         | 3R 4:40 KO（右膝蹴り）           | UFC 199: Rockhold vs. Bisping 2                                        | 2016年6月4日   |
| ×    | チアゴ・タバレス             | 1R 0:39 ギロチンチョーク         | UFC Fight Night: Belfort vs. Henderson 3                               | 2015年11月7日  |
| ○    | ロビー・ペラルタ             | 5分3R終了 判定3-0                | UFC Fight Night: Mendes vs. Lamas                                      | 2015年4月4日   |
| ×    | デニス・バミューデス         | 2R 2:57 リアネイキドチョーク     | UFC on FOX 12: Lawler vs. Brown                                        | 2014年7月26日  |
| ○    | 川尻達也                     | 5分3R終了 判定3-0                | UFC Fight Night: Nogueira vs. Nelson                                   | 2014年4月11日  |
| ×    | チャド・メンデス             | 3R 0:30 TKO（右フック→パウンド） | UFC 164: Henderson vs. Pettis                                          | 2013年8月31日  |
| ○    | 日沖発                       | 5分3R終了 判定2-1                | UFC on FOX 6: Johnson vs. Dodson                                       | 2013年1月26日  |
| ×    | グレイ・メイナード           | 5分5R終了 判定1-2                | UFC on FX 4: Maynard vs. Guida                                         | 2012年6月22日  |
| ×    | ベン・ヘンダーソン           | 5分3R終了 判定0-3                | UFC on FOX 1: Velasquez vs. dos Santos                                 | 2011年11月12日 |
| ○    | アンソニー・ペティス         | 5分3R終了 判定3-0                | The Ultimate Fighter 13 Finale                                         | 2011年6月4日   |
| ○    | 五味隆典                     | 2R 4:27 ギロチンチョーク         | UFC 125: Resolution                                                    | 2011年1月1日   |
| ○    | ハファエル・ドス・アンジョス | 3R 1:51 ギブアップ（顎の負傷）   | UFC 117: Silva vs. Sonnen                                              | 2010年8月7日   |
| ○    | シャノン・グジャーティ       | 2R 3:40 肩固め                   | UFC on Versus: Vera vs. Jones                                          | 2010年3月21日  |
| ×    | ケニー・フロリアン           | 2R 2:19 チョークスリーパー       | UFC 107: Penn vs. Sanchez                                              | 2009年12月12日 |
| ×    | ディエゴ・サンチェス         | 5分3R終了 判定1-2                | The Ultimate Fighter: United States vs. United Kingdom Finale          | 2009年6月20日  |
| ○    | ネイサン・ディアス           | 5分3R終了 判定2-1                | UFC 94: St-Pierre vs. Penn 2                                           | 2009年1月31日  |
| ○    | マック・ダンジグ             | 5分3R終了 判定3-0                | UFC Fight Night: Diaz vs. Neer                                         | 2008年9月17日  |
| ○    | サミー・スチアボ             | 1R 4:15 TKO（パウンド）          | UFC Fight Night: Florian vs. Lauzon                                    | 2008年4月2日   |
| ×    | ロジャー・ウエルタ           | 3R 0:31 チョークスリーパー       | The Ultimate Fighter: Team Hughes vs. Team Serra Finale                | 2007年12月8日  |
| ○    | マーカス・アウレリオ         | 5分3R終了 判定2-1                | UFC 74: Respect                                                        | 2007年8月25日  |
| ×    | タイソン・グリフィン         | 5分3R終了 判定1-2                | UFC 72: Victory                                                        | 2007年6月16日  |
| ×    | ディン・トーマス             | 5分3R終了 判定0-3                | UFC Fight Night: Evans vs. Salmon                                      | 2007年1月25日  |
| ○    | ジャスティン・ジェームス     | 2R 4:42 チョークスリーパー       | UFC 64: Unstoppable                                                    | 2006年10月14日 |
| ○    | ジョー・マーティン           | 5分3R終了 判定3-0                | WEC 23: Hot August Fights                                              | 2006年8月17日  |
| ×    | 遠藤雄介                     | 1R 2:47 腕ひしぎ十字固め         | 修斗                                                                   | 2006年7月21日  |
| ×    | ギルバート・メレンデス       | 5分5R終了 判定1-2                | Strikeforce: Revenge 【Strikeforce世界ライト級タイトルマッチ】         | 2006年6月9日   |
| ○    | ジョシュ・トムソン           | 5分5R終了 判定3-0                | Strikeforce: Shamrock vs. Gracie 【Strikeforce世界ライト級王座決定戦】 | 2006年3月10日  |
| ×    | トリスタン・ヤンカー         | 1R 1:17 チョークスリーパー       | KOTC: Redemption on the River                                          | 2006年2月17日  |
| ○    | ジョー・ジョーダン           | 5分3R終了 判定3-0                | XFO 8                                                                  | 2005年12月10日 |
| ○    | ジェフ・カーステン           | 1R 3:01 TKO（負傷）              | Ironheart Crown 9: Purgatory                                           | 2005年11月19日 |
| ○    | デイブ・ラー・コクラン       | 1R 2:26 チョークスリーパー       | KOTC: Xtreme Edge                                                      | 2005年9月17日  |
| ○    | ジョン・ストラウン           | 2R 3:12 肩固め                   | XFO 7: Outdoor War                                                     | 2005年8月27日  |
| ○    | ジェイ・エストラーダ         | 1R チョークスリーパー            | Combat: Do Fighting Challenge 4                                        | 2005年8月13日  |
| ○    | バート・パラゼウスキー       | 5分3R終了 判定3-0                | XFO 6: Judgement Day                                                   | 2005年6月25日  |
| ○    | アロンゾ・マルティネス       | 3R 3:22 肩固め                   | Xtreme Kage Kombat: Des Moines 【ライト級トーナメント 決勝】           | 2005年5月20日  |
| ○    | クリス・ミッケル             | 5分3R終了 判定3-0                | Xtreme Kage Kombat: Des Moines 【ライト級トーナメント 1回戦】          | 2005年5月20日  |
| ○    | アレックス・カーター         | 1R 2:54 ギブアップ（パンチ連打） | Combat: Do Fighting Challenge 3                                        | 2005年5月14日  |
| ○    | ブランドン・アダムソン       | 1R 3:02 チョークスリーパー       | XFO 5                                                                  | 2005年3月19日  |
| ○    | ビル・ガーディオラ           | 1R アンクルホールド              | Combat: Do Fighting Challenge 2                                        | 2005年2月5日   |
| ○    | デニス・デイヴィス           | 1R KO（膝蹴り）                  | MMA Mexico: Day 2                                                      | 2004年12月18日 |
| ○    | ビトー・ウッズ               | 2R 1:19 ギロチンチョーク         | XFO 4: International                                                   | 2004年12月3日  |
| ○    | ランディ・ハウアー           | 1R 2:25 TKO（パンチ連打）        | Extreme Challenge 60                                                   | 2004年11月12日 |
| ○    | ビル・ガーディオラ           | 1R アンクルホールド              | Combat: Do Fighting Challenge 1                                        | 2004年10月23日 |
| ×    | ゲイブ・レムリー             | 2R 0:33 腕ひしぎ十字固め         | XFO 2: New Blood                                                       | 2004年6月26日  |
| ○    | ジェド・ディノ               | 1R 3:35 チョーク                 | Ultimate Combat Sports 2: Battle at the Barn                           | 2004年5月1日   |
| ○    | ショーン・ノーラン           | -                                | Xtreme Kage Kombat: Clash in Curtiss 5                                 | 2004年4月3日   |
| ×    | ダン・デューク               | -                                | Xtreme Kage Kombat: Clash in Curtiss 5                                 | 2004年4月3日   |
| ○    | アダム・バス                 | 1R 2:53 チョークスリーパー       | XFO 1: The Kickoff                                                     | 2004年3月14日  |
| ×    | アダム・コペンハーバー       | 1R チョーク                      | Silverback Classic 17                                                  | 2003年7月26日  |

## 獲得タイトル
- XKKライト級トーナメント 優勝（2005年）
- 初代Strikeforce世界ライト級王座（2006年）

## 表彰
- UFC ファイト・オブ・ザ・ナイト（6回）
- UFC パフォーマンス・オブ・ザ・ナイト（1回）
- UFC サブミッション・オブ・ザ・ナイト（3回）
- UFC ファイト・オブ・ザ・イヤー（2007年、2009年）
- UFC殿堂入り（試合部門・The Ultimate Fighter: United States vs. United Kingdom Finale）